# Józefina Nicoli
Józefina Nicoli, właśc. wł. Giuseppina Nicoli (ur. 18 listopada 1863 w Casatisma w Pawii, zm. 31 grudnia 1924 w Cagliari na Sardynii) – włoska szarytka (SM, FdC), błogosławiona Kościoła rzymskokatolickiego.
Józefina urodziła się 18 listopada 1863 r., jako piąte z dziesięciorga dzieci. Mając 20 lat wstąpiła do zgromadzenia Sióstr Miłosierdzia św. Wincentego a Paulo w Turynie. Potem przeniosła się na Sardynię, a w 1889 roku otworzyła tam sierociniec. Gdy wybuchła I wojna światowa razem z siostrami opiekowała się rannymi. Uczyła także dzieci katechizmu.
Zmarła na gruźlicę 31 grudnia 1924 roku mając 61 lat w opinii świętości. W październiku 1932 roku jej ciało przeniesiono do kaplicy w Asilo della Marina w Cagliari.
Została beatyfikowana przez papieża Benedykta XVI w dniu 3 lutego 2008 roku.